# Иоанн (Прашко)
Иван Васильевич Прашко (укр. Іван Васильович Прашко; 1 мая 1914, Збараж, Австро-Венгрия — 28 января 2001, Мельбурн, Австралия) — епископ Украинской грекокатолической церкви, апостольский экзарх Австралии с 10 мая 1958 года по 24 июня 1982 года, первый епископ епархии святых Петра и Павла в Мельбурне с 24 июня 1982 года по 16 декабря 1992 год.

## Биография
Родился 1 мая 1914 года в городе Збараж. В 1937 году приехал в Рим на обучение.
2 апреля 1939 года был рукоположён в священника Дионисием Няради. В 1950 году прибыл в Австралию, где стал заниматься пастырским служением среди украинцев-иммигрантов.
10 мая 1958 года Римский папа Пий XII назначил Иоанна Прашко титулярным епископом Зигриса и апостольским экзархом Австралии. 19 октября 1958 года состоялось рукоположение Иоанна Прашко в епископа, которое совершил виннипегский архиепископ Максим Германюк в сослужении с вспомогательным епископом Филадельфии и титулярным епископом Леукаса Иоанном Буцко и епископом Торонто Исидором Борецким.
24 июня 1982 года апостольский экзархат Австралии был преобразован в епархию святых Петра и Павла в Мельбурне и Иоанн Прашко стал её первым епископом.
16 декабря 1992 года Иоанн Прашко вышел в отставку.
Скончался 28 января 2001 года в Мельбурне. Заупокойная служба состоялась в Кафедральном храме Святых Верховных Апостолов Петра и Павла в Мельбурне..
Именем Ивана Прашка назван созданный им в 1979 году музей украинского искусства при Соборе святых Верховных Апостолов Петра и Павла в Мельбурне.